# Eduardo Bassave Rodríguez de Alburquerque
Eduardo Juan Bassave y Rodríguez de Alburquerque y de la Torre (La Habana, 23 de septiembre de 1835 - 1 de septiembre de 1907) fue un político español,  marqués de San Eduardo desde el 3 de diciembre de 1872.
Fue elegido diputado por el Partido Conservador por el distrito de Nules en las elecciones generales españolas de 1884. Anteriormente había sido senador por la provincia de Murcia entre 1878-1879. Posteriormente fue nombrado nuevamente senador por la provincia de Tarragona en 1880-1881.
Fue tatarabuelo de los actores Manu Baqueiro y Alfonso Bassave.